# Jan Daemesz. de Veth

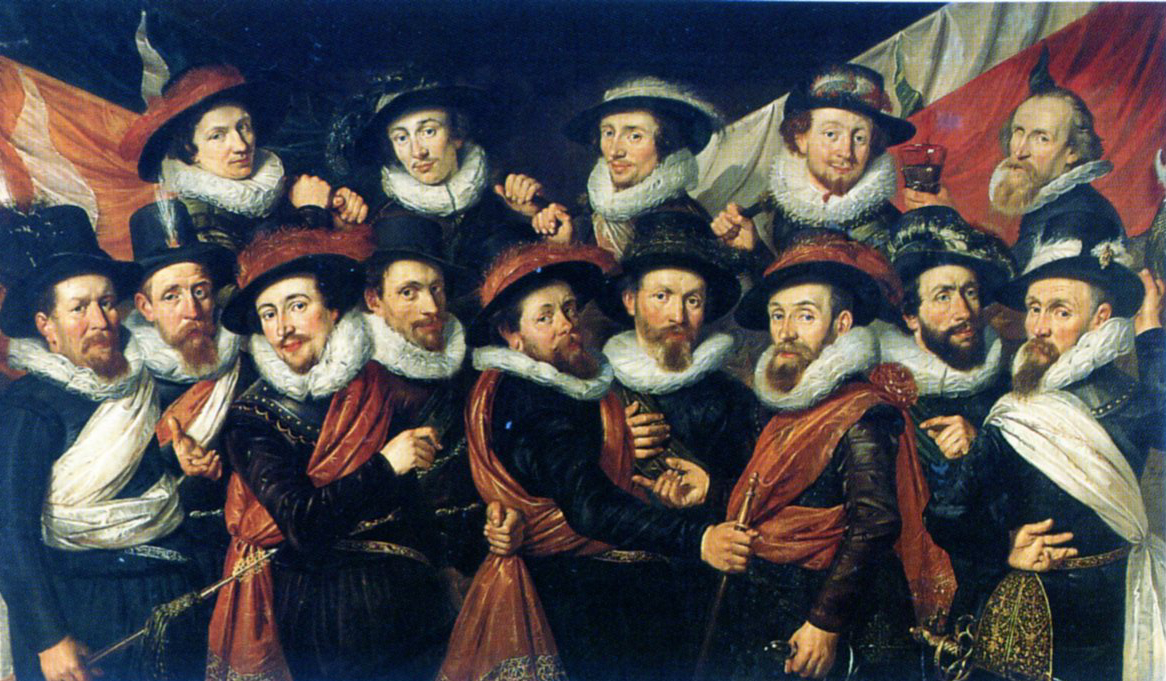
Officieren van de schutterij o.l.v. kolonel Andries Swaenswijck. 1622. Gouda, Museum Gouda.

Jan Daemesz. de Veth (Leiden, circa 1595 – Gouda, 1625) was een Nederlands kunstschilder.
De in Leiden geboren Jan Daemesz. de Veth vertrok al op jeugdige leeftijd naar Frankrijk en Italië om daar onder meer in Rome het schildersvak te leren. Na terugkeer uit het buitenland vestigde hij zich als schilder in Gouda. Hij schilderde er diverse schuttersstukken. In 1620 trouwde hij in Leiden met Adriana Philips Faverisdr. en betrok een woning aan de Molenwerf te Gouda. Volgens de Goudse historicus Ignatius Walvis was hij van plan om het etsen te leren toen hij op jeugdige leeftijd overleed aan een besmettelijke ziekte. Vermoedelijk was hij dus een slachtoffer van de pestepidemie, die dat jaar (1625) in Gouda woedde.
Hy (de Veth) hadde voor het plaatsnijden te leeren, doch wierde in 't jaar 1625 oud ontrent dertig jaaren, van eene besmettelijke ziekte aangetast, en overwonnen (Walvis 1713:338).
- Biografisch Portaal: 19085261
- RKD-Nederlands Instituut voor Kunstgeschiedenis: 19863
- Union List of Artist Names: 500048387
- Virtual International Authority File: 96002601